# Rogelio Naranjo
Pour les articles homonymes, voir Naranjo (homonymie).
Rogelio Naranjo (Rogelio Naranjo Ureño), né le 3 décembre 1937 à Morelia (Michoacán) et décédé le 11 novembre 2016 à Lindavista (Ciudad de México), est un dessinateur mexicain, connu pour ses caricatures politiques publiées dans le magazine Proceso et le journal El Universal.

## Biographie
Il reçoit le Premio Nacional de Periodismo (México) (es) en 1977 dans la catégorie Caricatura, portada y cartones puis en 2012 il est lauréat dans la catégorie Premio a la trayectoria periodística.